# HD 5384
HD 5384，又名BD-08 167，SAO 129032、HR 263，是一颗恒星，视星等为5.85，位于銀經126.06，銀緯-70.19，其B1900.0坐标为赤經0h 50m 39.2s，赤緯-7° -70.19′ 17″。